# Uruguai na Copa do Mundo FIFA de 2010
A Seleção Uruguaia de Futebol participou pela décima primeira vez da Copa do Mundo FIFA. A bicampeã mundial havia se classificado na repescagem das elimitatórias para a Copa do Mundo. Foi sorteado no grupo A, onde enfrentaria a África do Sul, o México, e a França. Pelo fato de estar no grupo da seleção sede, África do Sul, e da finalista da última copa, França, não era cotada como grande favorita.
Fez uma primeira fase razoavelmente bem, tendo empatado com a França no primeiro jogo (0 x 0), ganho da África do Sul na segunda partida (3 x 0) e ganho do México (1 x 0). Nas oitavas-de-final, enfrentou a Coreia do Sul, a qual ganhou esforçadamente pelo placar de 2 x 1. Nas quartas-de-final, onde enfrentou a seleção de Gana, realizou uma das partidas mais emocionantes de todas as copas. O placar permanecia 1 x 1, até que aos 15 minutos do 2º tempo da prorrogação, Luis Suárez impede o gol de Gana com a mão; ele é expulso de campo e o jogador ganês Asamoah Gyan, que havia feito 3 gols na copa, 2 de pênalti, era o cobrador do pênalti que colocaria Gana nas semifinais, se convertido. A bola bate no travessão e o jogo vai para a disputa de pênaltis. Nos pênaltis, o goleiro Fernando Muslera agarra dois pênaltis e o centroavante Sebastián Abreu converte a penalidade que levava o Uruguai a prosseguir na Copa.
Nas semifinais, a seleção uruguaia enfrentou a Holanda, seleção invicta até o momento. Terminou o primeiro tempo com o placar de 1 x 1, mas já no segundo tempo, teve o placar terminando favorecendo a seleção holandesa, 3 x 2. Era a primeira vez desde 1970 que o Uruguai havia chegado a uma semifinal de uma Copa do Mundo. Na disputa de terceiro lugar, veio a enfrentar a Seleção Alemã de Futebol, a qual havia sido derrotada pela Espanha na semifinal. A Alemanha havia eliminado fortes seleções de goleada, como a Inglaterra por 4 x 1, e a Argentina por 4 x 0. Na partida, o primeiro tempo terminou com um empate de um gol para cada seleção. Já no segundo tempo, os uruguaios viraram o placar, mas depois deixaram que a Alemanha virasse novamente; a partida terminou com a vitória alemã por 3 x 2, tendo o Uruguai conquistado o 4º lugar das 32 seleções da Copa do Mundo FIFA de 2010.
O destaque da seleção foi o atacante Diego Forlán que marcou cinco dos onze gols da equipe na Copa. Com esses 5 gols, foi artilheiro da equipe na competição, além de artilheiro da Copa junto com Thomas Müller, Wesley Sneijder e David Villa. Porém, não chegou a ganhar a Chuteira de Ouro, Prata ou Bronze, pois dentre os quatro artilheiros, foi o que menos deu assistências a gol - apenas uma. Forlán foi eleito também o melhor jogador da competição, impressionando a muitos críticos de futebol, pois era o primeiro jogador a ser eleito melhor de uma Copa não tendo jogado a final desde Salvatore Schillaci na Copa de a manha da uruguai bo aammksjsdd

## Eliminatórias
Dentre as dez seleções sul-americanas que disputavam as 5 primeiras posições na tabela de classificação, o Uruguai terminou as eliminatórias em 5º lugar. Este lugar não garante a vaga na Copa, pois a seleção nesta posição deve disputar uma repescagem contra a 4ª colocada da CONCACAF, que neste caso era a Costa Rica.

### Tabela de Classificação
| Equipe    | Pts. | J  | V  | E | D  | GP | GC | SG  |
| --------- | ---- | -- | -- | - | -- | -- | -- | --- |
| Brasil    | 34   | 18 | 9  | 7 | 2  | 33 | 11 | 22  |
| Chile     | 33   | 18 | 10 | 3 | 5  | 32 | 22 | 10  |
| Paraguai  | 33   | 18 | 10 | 3 | 5  | 24 | 16 | 8   |
| Argentina | 28   | 18 | 8  | 4 | 6  | 23 | 20 | 3   |
| Uruguai   | 24   | 18 | 6  | 6 | 6  | 28 | 20 | 8   |
| Equador   | 23   | 18 | 6  | 5 | 7  | 22 | 26 | -4  |
| Colômbia  | 23   | 18 | 6  | 5 | 7  | 14 | 18 | -4  |
| Venezuela | 22   | 18 | 6  | 4 | 8  | 23 | 29 | -6  |
| Bolívia   | 15   | 18 | 4  | 3 | 11 | 22 | 36 | -14 |
| Peru      | 13   | 18 | 3  | 4 | 11 | 11 | 34 | -23 |

| L\V       | Argentina | Bolívia | Brasil | Chile | Colômbia | Equador | Paraguai | Peru | Uruguai | Venezuela |
| Argentina |           | 3:0     | 1:3    | 2:0   | 1:0      | 1:1     | 1:1      | 2:1  | 2:1     | 4:0       |
| Bolívia   | 6:1       |         | 2:1    | 0:2   | 0:0      | 1:3     | 4:2      | 3:0  | 2:2     | 0:1       |
| Brasil    | 0:0       | 0:0     |        | 4:2   | 0:0      | 5:0     | 2:1      | 3:0  | 2:1     | 0:0       |
| Chile     | 1:0       | 4:0     | 0:3    |       | 4:0      | 1:0     | 0:3      | 2:0  | 0:0     | 2:2       |
| Colômbia  | 2:1       | 2:0     | 0:0    | 2:4   |          | 2:0     | 0:1      | 1:0  | 0:1     | 1:0       |
| Equador   | 2:0       | 3:1     | 1:1    | 1:0   | 0:0      |         | 1:1      | 5:1  | 1:2     | 0:1       |
| Paraguai  | 1:0       | 1:0     | 2:0    | 0:2   | 0:2      | 5:1     |          | 1:0  | 1:0     | 2:0       |
| Peru      | 1:1       | 1:0     | 1:1    | 1:3   | 1:1      | 1:2     | 0:0      |      | 1:0     | 1:0       |
| Uruguai   | 0:1       | 5:0     | 0:4    | 2:2   | 3:1      | 0:0     | 2:0      | 6:0  |         | 1:1       |
| Venezuela | 0:2       | 5:3     | 0:4    | 2:3   | 2:0      | 3:1     | 1:2      | 3:1  | 2:2     |           |

### Repescagem contra CONCACAF
| 14 de novembro de 2009 | Costa Rica | 0 – 1     | Uruguai    | Estádio Ricardo Saprissa Aymá, San José      |
| 20:00 (UTC-6)          |            | Relatório | Lugano 21' | Público: 19,500 Árbitro: ESP Alberto Undiano |

| 18 de novembro de 2009 | Uruguai   | 1 – 1     | Costa Rica  | Estádio Centenário, Montevidéu               |
| 21:00 (UTC-2)          | Abreu 70' | Relatório | Centeno 74' | Público: 55,000 Árbitro: SUI Massimo Busacca |

## Escalação
| Número / Nome  | Número / Nome       | Clube                     | Jogos (gols)1 | Data Nasc.                        | J        | Gols     | Penalizado com cartão amarelo | Expulso  |
| Goleiros       | Goleiros            | Goleiros                  | Goleiros      | Goleiros                          | Goleiros | Goleiros | Goleiros                      | Goleiros |
| -------------- | ------------------- | ------------------------- | ------------- | --------------------------------- | -------- | -------- | ----------------------------- | -------- |
| 1              | Fernando Muslera    | SS Lazio                  | 12 (0)        | 16 de junho de 1986 (38 anos)     | 7        | 0        | 0                             | 0        |
| 12             | Juan Castillo       | Deportivo Cali            | 11 (0)        | 17 de abril de 1978 (46 anos)     | 0        | 0        | 0                             | 0        |
| 22             | Martín Silva        | Defensor Sporting         | 1 (0)         | 25 de março de 1983 (41 anos)     | 0        | 0        | 0                             | 0        |
| Defensores     |                     |                           |               |                                   |          |          |                               |          |
| 2              | Diego Lugano        | Fenerbahçe SK             | 47 (4)        | 2 de novembro de 1980 (44 anos)   | 6        | 0        | 1                             | 0        |
| 3              | Diego Godín         | Villarreal CF             | 42 (3)        | 16 de fevereiro de 1986 (39 anos) | 5        | 0        | 0                             | 0        |
| 4              | Jorge Fucile        | FC Porto                  | 28 (0)        | 19 de novembro de 1984 (40 anos)  | 5        | 0        | 2                             | 0        |
| 19             | Andrés Scotti       | CSD Colo-Colo             | 28 (1)        | 14 de dezembro de 1975 (49 anos)  | 2        | 0        | 0                             | 0        |
| 16             | Maximiliano Pereira | SL Benfica                | 43 (1)        | 8 de junho de 1984 (40 anos)      | 7        | 1        | 1                             | 0        |
| 6              | Mauricio Victorino  | Cruzeiro E.C              | 9 (0)         | 11 de outubro de 1982 (42 anos)   | 5        | 0        | 1                             | 0        |
| 22             | Martín Cáceres      | Juventus FC               | 19 (0)        | 7 de abril de 1987 (37 anos)      | 2        | 0        | 1                             | 0        |
| Meio-campistas |                     |                           |               |                                   |          |          |                               |          |
| 5              | Walter Gargano      | SSC Napoli                | 30 (0)        | 23 de julho de 1984 (40 anos)     | 3        | 0        | 0                             | 0        |
| 8              | Sebastián Eguren    | AIK Fotboll               | 28 (5)        | 8 de janeiro de 1981 (44 anos)    | 1        | 0        | 0                             | 0        |
| 11             | Álvaro Pereira      | FC Porto                  | 19 (3)        | 25 de novembro de 1985 (39 anos)  | 5        | 1        | 0                             | 0        |
| 14             | Nicolás Lodeiro     | AFC Ajax                  | 7 (0)         | 21 de março de 1989 (36 anos)     | 3        | 0        | 2                             | 1        |
| 15             | Diego Pérez         | AS Monaco FC              | 56 (0)        | 18 de maio de 1980 (44 anos)      | 7        | 0        | 2                             | 0        |
| 18             | Ignacio González    | Valencia CF               | 18 (1)        | 14 de maio de 1982 (42 anos)      | 1        | 0        | 0                             | 0        |
| 17             | Egidio Arévalo      | CA Peñarol                | 12 (0)        | 1 de janeiro de 1982 (43 anos)    | 7        | 0        | 1                             | 0        |
| 20             | Álvaro Fernández    | CFP Universidade de Chile | 11 (0)        | 11 de outubro de 1985 (39 anos)   | 4        | 0        | 0                             | 0        |
| Atacantes      |                     |                           |               |                                   |          |          |                               |          |
| 7              | Edinson Cavani      | USC Palermo               | 19 (2)        | 14 de fevereiro de 1987 (38 anos) | 6        | 1        | 0                             | 0        |
| 9              | Luis Suárez         | AFC Ajax                  | 35 (13)       | 24 de janeiro de 1987 (38 anos)   | 6        | 3        | 0                             | 1        |
| 10             | Diego Forlán        | C Atlético de Madrid      | 68 (28)       | 19 de maio de 1979 (45 anos)      | 7        | 5        | 0                             | 0        |
| 13             | Sebastián Abreu     | Botafogo FR               | 59 (26)       | 17 de outubro de 1976 (48 anos)   | 4        | 0        | 0                             | 0        |
| 21             | Sebastián Fernández | CA Banfield               | 8 (0)         | 23 de maio de 1985 (39 anos)      | 2        | 0        | 0                             | 0        |
| Treinador      |                     |                           |               |                                   |          |          |                               |          |
|                | Oscar Tabárez       |                           |               | 3 de março de 1947 (78 anos)      |          |          |                               |          |

Nota:
- 1 O número de jogos e gols se referem aos jogos pela Seleção até a data de convocação dos jogadores.

## Primeira fase
| Pos | Equipe            | Pts | J | V | E | D | GP | GC | SG | Classificado      |
| --- | ----------------- | --- | - | - | - | - | -- | -- | -- | ----------------- |
| 1   | Uruguai           | 7   | 3 | 2 | 1 | 0 | 4  | 0  | +4 | Fase eliminatória |
| 2   | México            | 4   | 3 | 1 | 1 | 1 | 3  | 2  | +1 | Fase eliminatória |
| 3   | África do Sul (H) | 4   | 3 | 1 | 1 | 1 | 3  | 5  | −2 | Eliminado         |
| 4   | França            | 1   | 3 | 0 | 1 | 2 | 1  | 4  | −3 | Eliminado         |

### Uruguai - França
| 11 de junho | Uruguai | 0 – 0     | França | Green Point Stadium, Cidade do Cabo           |
| 20:30       |         | Relatório |        | Público: 64 100 Árbitro: JPN Yuichi Nishimura |

| Uruguai | França |

| G              | 1  | Fernando Muslera   |          |     |
| LD             | 16 | Maxi Pereira       |          |     |
| Z              | 2  | Diego Lugano       | 90+3'    |     |
| Z              | 3  | Diego Godín        |          |     |
| Z              | 6  | Mauricio Victorino | 59'      |     |
| LE             | 11 | Álvaro Pereira     |          |     |
| V              | 15 | Diego Pérez        |          | 88' |
| V              | 17 | Egidio Arévalo     |          |     |
| M              | 18 | Ignacio González   |          | 63' |
| A              | 9  | Luis Suárez        |          | 74' |
| A              | 10 | Diego Forlán       |          |     |
| Substituições: |    |                    |          |     |
| V              | 8  | Sebastián Eguren   |          | 88' |
| M              | 14 | Nicolás Lodeiro    | 65', 81' | 63' |
| A              | 13 | Sebastián Abreu    |          | 74' |
| Treinador:     |    |                    |          |     |
| Oscar Tabárez  |    |                    |          |     |

| G                | 1  | Hugo Lloris         |     |     |
| LD               | 2  | Bacary Sagna        |     |     |
| Z                | 5  | William Gallas      |     |     |
| Z                | 3  | Éric Abidal         |     |     |
| LE               | 13 | Patrice Evra        | 12' |     |
| V                | 14 | Jérémy Toulalan     | 68' |     |
| V                | 19 | Abou Diaby          |     |     |
| M                | 7  | Franck Ribéry       | 19' |     |
| M                | 8  | Yoann Gourcuff      |     | 75' |
| A                | 10 | Sidney Govou        |     | 85' |
| A                | 21 | Nicolas Anelka      |     | 72' |
| Substituições:   |    |                     |     |     |
| M                | 15 | Florent Malouda     |     | 75' |
| A                | 11 | André-Pierre Gignac |     | 85' |
| A                | 12 | Thierry Henry       |     | 72' |
| Treinador:       |    |                     |     |     |
| Raymond Domenech |    |                     |     |     |

Homem da partida
- Diego Forlán

### África do Sul - Uruguai
| 16 de junho | África do Sul | 0 – 3     | Uruguai                                  | Loftus Versfeld Stadium, Pretória            |
| 20:30       |               | Relatório | Forlán 24', 80' (pen) · A. Pereira 90+5' | Público: 42 658 Árbitro: SUI Massimo Busacca |

| África do Sul | Uruguai |

| G                       | 16 | Itumeleng Khune        | Penalizado · Penalizado · Expulso |     |
| LD                      | 2  | Siboniso Gaxa          |                                   |     |
| Z                       | 4  | Aaron Mokoena          |                                   |     |
| Z                       | 20 | Bongani Khumalo        |                                   |     |
| LE                      | 3  | Tsepo Masilela         |                                   |     |
| V                       | 12 | Reneilwe Letsholonyane |                                   | 57' |
| V                       | 13 | Kagisho Dikgacoi       | 42'                               |     |
| M                       | 8  | Siphiwe Tshabalala     |                                   |     |
| M                       | 11 | Teko Modise            |                                   |     |
| A                       | 9  | Katlego Mphela         |                                   |     |
| A                       | 10 | Steven Pienaar         | 6'                                | 79' |
| Substituições:          |    |                        |                                   |     |
| G                       | 1  | Moeneeb Josephs        |                                   | 79' |
| A                       | 19 | Surprise Moriri        |                                   | 57' |
| Treinador:              |    |                        |                                   |     |
| Carlos Alberto Parreira |    |                        |                                   |     |

| G              | 1  | Fernando Muslera    |  |     |
| LD             | 16 | Maxi Pereira        |  |     |
| Z              | 2  | Diego Lugano        |  |     |
| Z              | 3  | Diego Godín         |  |     |
| LE             | 4  | Jorge Fucile        |  | 71' |
| V              | 15 | Diego Pérez         |  | 90' |
| V              | 17 | Egidio Arévalo      |  |     |
| M              | 10 | Diego Forlán        |  |     |
| M              | 11 | Álvaro Pereira      |  |     |
| A              | 7  | Edinson Cavani      |  | 89' |
| A              | 9  | Luis Suárez         |  |     |
| Substituições: |    |                     |  |     |
| V              | 5  | Walter Gargano      |  | 90' |
| V              | 20 | Álvaro Fernández    |  | 71' |
| A              | 21 | Sebastián Fernández |  | 89' |
| Treinador:     |    |                     |  |     |
| Oscar Tabárez  |    |                     |  |     |

Homem da partida
- Diego Forlán

### México - Uruguai
| 22 de junho | México | 0 – 1     | Uruguai    | Royal Bafokeng Stadium, Rustenburgo        |
| 16:00       |        | Relatório | Suárez 43' | Público: 33 425 Árbitro: HUN Viktor Kassai |

| México | Uruguai |

| G              | 1  | Óscar Pérez         |     |     |
| LD             | 5  | Ricardo Osorio      |     |     |
| Z              | 2  | Francisco Rodríguez |     |     |
| Z              | 15 | Héctor Moreno       |     | 57' |
| LE             | 3  | Carlos Salcido      |     |     |
| V              | 4  | Rafael Márquez      |     |     |
| V              | 6  | Gerardo Torrado     |     |     |
| M              | 10 | Cuauhtémoc Blanco   |     | 63' |
| M              | 17 | Giovani dos Santos  |     |     |
| M              | 18 | Andrés Guardado     |     | 46' |
| A              | 9  | Guillermo Franco    |     |     |
| Substituições: |    |                     |     |     |
| M              | 7  | Pablo Barrera       |     | 46' |
| M              | 8  | Israel Castro       | 86' | 57' |
| A              | 14 | Javier Hernández    | 77' | 63' |
| Treinador:     |    |                     |     |     |
| Javier Aguirre |    |                     |     |     |

| G              | 1  | Fernando Muslera   |     |     |
| LD             | 16 | Maxi Pereira       |     |     |
| Z              | 2  | Diego Lugano       |     |     |
| Z              | 6  | Mauricio Victorino |     |     |
| LE             | 4  | Jorge Fucile       | 68' |     |
| V              | 15 | Diego Pérez        |     |     |
| V              | 17 | Egidio Arévalo     |     |     |
| A              | 10 | Diego Forlán       |     |     |
| M              | 11 | Álvaro Pereira     |     | 77' |
| A              | 7  | Edinson Cavani     |     |     |
| A              | 9  | Luis Suárez        |     | 85' |
| Substituições: |    |                    |     |     |
| Z              | 19 | Andrés Scotti      |     | 77' |
| V              | 20 | Álvaro Fernández   |     | 85' |
| Treinador:     |    |                    |     |     |
| Oscar Tabárez  |    |                    |     |     |

Homem da partida
- Luis Suárez

## Segunda Fase

### Oitavas de final

#### Uruguai - Coreia do Sul
| 26 de junho | Uruguai        | 2 – 1     | Coreia do Sul      | Nelson Mandela Bay Stadium, Porto Elizabeth |
| 16:00       | Suárez 8', 80' | Relatório | Lee Chung-Yong 68' | Público: 30 597 Árbitro: GER Wolfgang Stark |

| Uruguai | Coréia do Sul |

| G              | 1  | Fernando Muslera   |  |     |
| LD             | 16 | Maxi Pereira       |  |     |
| Z              | 2  | Diego Lugano       |  |     |
| Z              | 3  | Diego Godín        |  | 46' |
| LE             | 4  | Jorge Fucile       |  |     |
| V              | 15 | Diego Pérez        |  |     |
| V              | 17 | Egidio Arévalo     |  |     |
| A              | 10 | Diego Forlán       |  |     |
| M              | 11 | Álvaro Pereira     |  | 74' |
| A              | 7  | Edinson Cavani     |  |     |
| A              | 9  | Luis Suárez        |  | 84' |
| Substituições: |    |                    |  |     |
| Z              | 6  | Mauricio Victorino |  | 46' |
| M              | 14 | Nicolás Lodeiro    |  | 74' |
| M              | 20 | Álvaro Fernández   |  | 84' |
| Treinador:     |    |                    |  |     |
| Óscar Tabárez  |    |                    |  |     |

| G              | 18 | Jung Sung-Ryong |     |     |
| LD             | 22 | Cha Du-Ri       | 69' |     |
| Z              | 4  | Cho Yong-Hyung  | 83' |     |
| Z              | 14 | Lee Jung-Soo    |     |     |
| LE             | 12 | Lee Young-Pyo   |     |     |
| V              | 8  | Kim Jung-Woo    | 38' |     |
| V              | 16 | Ki Sung-Yong    |     | 85' |
| M              | 7  | Park Ji-Sung    |     |     |
| M              | 13 | Kim Jae-Sung    |     | 61' |
| M              | 17 | Lee Chung-Yong  |     |     |
| A              | 10 | Park Chu-Young  |     |     |
| Substituições: |    |                 |     |     |
| A              | 19 | Yeom Ki-Hun     |     | 85' |
| A              | 20 | Lee Dong-Gook   |     | 61' |
| Treinador:     |    |                 |     |     |
| Huh Jung-Moo   |    |                 |     |     |

Homem da partida
- Luis Suárez

### Quartas de final

#### Uruguai - Gana
| 2 de Julho | Uruguai    | 1 – 1 (pro) | Gana          | Soccer City, Joanesburgo                          |
| 20:30      | Forlán 55' | Relatório   | Muntari 45+2' | Público: 84 017 Árbitro: POR Olegário Benquerença |

|                                       |       | Penalidades                |  |
| Forlán Victorino Scotti Pereira Abreu | 4 – 2 | Gyan Appiah Mensah Adiyiah |  |

| Uruguai | Gana |

| G              | 1  | Fernando Muslera   |        |     |
| LD             | 16 | Maxi Pereira       |        |     |
| Z              | 2  | Diego Lugano       |        | 38' |
| Z              | 6  | Mauricio Victorino |        |     |
| LE             | 4  | Jorge Fucile       | 20'    |     |
| V              | 15 | Diego Pérez        | 59'    |     |
| V              | 17 | Egidio Arévalo     | 48'    |     |
| M              | 7  | Edinson Cavani     |        | 76' |
| M              | 20 | Álvaro Fernández   |        | 46' |
| A              | 9  | Luis Suárez        | 120+1' |     |
| A              | 10 | Diego Forlán       |        |     |
| Substituições: |    |                    |        |     |
| Z              | 19 | Andrés Scotti      |        | 38' |
| M              | 14 | Nicolás Lodeiro    |        | 46' |
| A              | 13 | Sebastián Abreu    |        | 76' |
| Treinador:     |    |                    |        |     |
| Óscar Tabárez  |    |                    |        |     |

| G               | 22 | Richard Kingson      |     |     |
| LD              | 4  | John Paintsil        | 54' |     |
| Z               | 15 | Isaac Vorsah         |     |     |
| Z               | 5  | John Mensah          | 93' |     |
| LE              | 2  | Hans Sarpei          | 77' |     |
| V               | 6  | Anthony Annan        |     |     |
| V               | 7  | Samuel Inkoom        |     | 74' |
| V               | 11 | Sulley Muntari       |     | 88' |
| V               | 21 | Kwadwo Asamoah       |     |     |
| V               | 23 | Kevin-Prince Boateng |     |     |
| A               | 3  | Asamoah Gyan         |     |     |
| Substituições:  |    |                      |     |     |
| V               | 10 | Stephen Appiah       |     | 74' |
| A               | 18 | Dominic Adiyiah      |     | 88' |
| Treinador:      |    |                      |     |     |
| Milovan Rajevac |    |                      |     |     |

Homem da partida
- Diego Forlán

### Semifinal

#### Uruguai - Países Baixos
| 6 de Julho | Uruguai                       | 2 – 3     | Países Baixos                                   | Green Point Stadium, Cidade do Cabo          |
| 20:30      | Forlán 41' · M. Pereira 90+2' | Relatório | Van Bronckhorst 18' · Sneijder 70' · Robben 73' | Público: 62 479 Árbitro: UZB Ravshan Irmatov |

| Uruguai | Países Baixos |

| G              | 1  | Fernando Muslera    |     |     |
| LD             | 16 | Maxi Pereira        | 21' |     |
| Z              | 3  | Diego Godín         |     |     |
| Z              | 6  | Mauricio Victorino  |     |     |
| LE             | 22 | Martín Cáceres      | 29' |     |
| V              | 15 | Diego Pérez         |     |     |
| V              | 17 | Egidio Arévalo      |     |     |
| M              | 5  | Walter Gargano      |     |     |
| M              | 11 | Álvaro Pereira      |     | 78' |
| M              | 7  | Edinson Cavani      |     |     |
| A              | 10 | Diego Forlán        |     | 84' |
| Substituições: |    |                     |     |     |
| A              | 13 | Sebastián Abreu     |     | 78' |
| A              | 21 | Sebastián Fernández |     | 84' |
| Treinador:     |    |                     |     |     |
| Oscar Tabárez  |    |                     |     |     |

| G                | 1  | Maarten Stekelenburg |       |     |
| LD               | 12 | Khalid Boulahrouz    | 78'   |     |
| Z                | 3  | John Heitinga        |       |     |
| Z                | 4  | Joris Mathijsen      |       |     |
| LE               | 5  | G. van Bronckhorst   |       |     |
| V                | 6  | Mark van Bommel      | 90+5' |     |
| V                | 14 | Demy de Zeeuw        |       | 46' |
| M                | 7  | Dirk Kuyt            |       |     |
| M                | 10 | Wesley Sneijder      | 29'   |     |
| M                | 11 | Arjen Robben         |       | 89' |
| A                | 9  | Robin van Persie     |       |     |
| Substituições:   |    |                      |       |     |
| M                | 23 | Rafael van der Vaart |       | 46' |
| A                | 17 | Eljero Elia          |       | 89' |
| Treinador:       |    |                      |       |     |
| Bert van Marwijk |    |                      |       |     |

Homem da partida
- Wesley Sneijder

### Decisão do terceiro lugar

#### Uruguai - Alemanha
| 10 de julho | Uruguai                 | 2 – 3     | Alemanha                              | Nelson Mandela Bay Stadium, Porto Elizabeth   |
| 20:30       | Cavani 28' · Forlán 51' | Relatório | Müller 19' · Jansen 56' · Khedira 82' | Público: 36 254 Árbitro: MEX Benito Archundia |

| Uruguai | Alemanha |

|                |    |                  |     |     |
|                |    |                  |     |     |
| G              | 1  | Fernando Muslera |     |     |
| LD             | 4  | Jorge Fucile     |     |     |
| Z              | 2  | Diego Lugano     |     |     |
| Z              | 3  | Diego Godín      |     |     |
| LE             | 22 | Martín Cáceres   |     |     |
| V              | 15 | Diego Pérez      | 61' | 77' |
| V              | 17 | Egidio Arévalo   |     |     |
| M              | 16 | Maxi Pereira     |     |     |
| M              | 7  | Edinson Cavani   |     | 88' |
| A              | 9  | Luis Suárez      |     |     |
| A              | 10 | Diego Forlán     |     |     |
| Substituições: |    |                  |     |     |
| M              | 5  | Walter Gargano   |     | 77' |
| A              | 13 | Sebastián Abreu  |     | 88' |
| Treinador:     |    |                  |     |     |
| Oscar Tabárez  |    |                  |     |     |

|                |            |                        |       |       |
|                |            |                        |       |       |
| G              | 22         | Hans-Jörg Butt         |       |       |
| LD             | 20         | Jérôme Boateng         |       |       |
| Z              | 3          | Arne Friedrich         | 90+2' |       |
| Z              | 17         | Per Mertesacker        |       |       |
| LE             | 4          | Dennis Aogo            | 5'    |       |
| V              | 6          | Sami Khedira           |       |       |
| V              | 7          | Bastian Schweinsteiger |       |       |
| M              | 13         | Thomas Müller          |       |       |
| M              | 2          | Marcell Jansen         |       | 81'   |
| A              | 8          | Mesut Özil             |       | 90+1' |
| A              | 19         | Cacau                  | 7'    | 73'   |
| Substituições: |            |                        |       |       |
| A              | 9          | Stefan Kießling        |       | 73'   |
| M              | Toni Kroos |                        | 81'   |       |
| V              | 5          | Serdar Taşçı           |       | 90+1' |
| Treinador:     |            |                        |       |       |
| Joachim Löw    |            |                        |       |       |

Homem da partida
- Thomas Müller

## Desempenho dos jogadores
| #  | Nome                | Posição  | J | Min | Gol marcado | Assist. | FC | Faltas C-R | Penalizado com cartão amarelo | (2)                               | Cartões vermelhos |
| -- | ------------------- | -------- | - | --- | ----------- | ------- | -- | ---------- | ----------------------------- | --------------------------------- | ----------------- |
| 2  | Diego Lugano        | Zagueiro | 6 | 488 | 0           | 0       | 2  | 7-3        | 1                             | 0                                 | 0                 |
| 3  | Diego Godín         | Zagueiro | 5 | 406 | 0           | 0       | 0  | 4-2        | 0                             | 0                                 | 0                 |
| 4  | Jorge Fucile        | Zagueiro | 5 | 461 | 0           | 0       | 2  | 7-11       | 2                             | 0                                 | 0                 |
| 5  | Walter Gargano      | Médio    | 3 | 103 | 0           | 2       | 0  | 2-2        | 0                             | 0                                 | 0                 |
| 6  | Mauricio Victorino  | Zagueiro | 5 | 434 | 0           | 0       | 2  | 3-6        | 1                             | 0                                 | 0                 |
| 7  | Edinson Cavani      | Atacante | 6 | 523 | 1           | 1       | 10 | 8-10       | 0                             | 0                                 | 0                 |
| 8  | Sebastián Eguren    | Médio    | 1 | 3   | 0           | 0       | 0  | 0-0        | 0                             | 0                                 | 0                 |
| 9  | Luis Suárez         | Atacante | 6 | 543 | 3           | 2       | 25 | 15-22      | 0                             | 0                                 | 1                 |
| 10 | Diego Forlán        | Atacante | 7 | 654 | 5           | 1       | 32 | 2-2        | 0                             | 0                                 | 0                 |
| 11 | Álvaro Pereira      | Atacante | 5 | 409 | 1           | 0       | 7  | 4-6        | 0                             | 0                                 | 0                 |
| 13 | Sebastián Abreu     | Atacante | 4 | 74  | 0           | 0       | 1  | 4-0        | 0                             | 0                                 | 0                 |
| 14 | Nicolás Lodeiro     | Médio    | 3 | 108 | 0           | 1       | 0  | 4-1        | 2                             | 1                                 | 0                 |
| 15 | Diego Pérez         | Médio    | 7 | 644 | 0           | 0       | 2  | 16-15      | 2                             | 0                                 | 0                 |
| 16 | Maximiliano Pereira | Zagueiro | 7 | 660 | 1           | 0       | 10 | 9-6        | 1                             | 0                                 | 0                 |
| 17 | Egidio Arévalo      | Médio    | 7 | 660 | 0           | 1       | 7  | 6-11       | 1                             | 0                                 | 0                 |
| 18 | Ignacio González    | Médio    | 1 | 63  | 0           | 0       | 0  | 2-2        | 0                             | 0                                 | 0                 |
| 19 | Andrés Scotti       | Zagueiro | 2 | 95  | 0           | 0       | 1  | 4-0        | 0                             | 0                                 | 0                 |
| 20 | Álvaro Fernández    | Médio    | 4 | 76  | 0           | 0       | 1  | 2-3        | 0                             | 0                                 | 0                 |
| 21 | Sebastián Fernández | Atacante | 2 | 7   | 0           | 0       | 0  | 0-1        | 0                             | 0                                 | 0                 |
| 22 | Martín Cáceres      | Zagueiro | 2 | 180 | 0           | 0       | 0  | 2-6        | 1                             | 0                                 | 0                 |
| #  | Nome                | Posição  | J | Min | Gol marcado | Assist. | D  | Faltas C-R | Penalizado com cartão amarelo | Penalizado · Penalizado · Expulso | Cartões vermelhos |
| 1  | Fernando Muslera    | Goleiro  | 7 | 660 | 0           | 0       | 22 | 0-0        | 0                             | 0                                 | 0                 |
| 12 | Juan Castillo       | Goleiro  | 0 | 0   | 0           | 0       | 0  | 0-0        | 0                             | 0                                 | 0                 |
| 23 | Martín Silva        | Goleiro  | 0 | 0   | 0           | 0       | 0  | 0-0        | 0                             | 0                                 | 0                 |